# Uimire și cutremur
Uimire și cutremur (în franceză Stupeur et tremblements) este un roman autobiografic, scris de Amelie Nothomb.
În roman, Nothomb povestește un an (1990) din viața ei ca angajat al mega-companiei japoneze Yumimoto. Amelie-san, personajul central, are de înfruntat – și o face cu cel mai rafinat umor – conflictul dintre morala și practicile de lucru japoneze. Nevoită să servească ceaiul unei delegații de la o altă companie, aceasta se descurcă în buna tradiție japoneză. Rezultatul? Delegații o găsesc suspectă pe această femeie din Europa care se comportă ca o japoneză și, în plus, mai și înțelege japoneza. Reacția firmei? Amelie-san este avertizată că nu trebuie să înțeleagă japoneza, că a fost special angajată pentru ca să nu înțeleagă japoneza. „Gafele” sale derivă întotdeauna dintr-un conflict cultural între obiceiurile occidentale și orientale, conflict care constituie și tema centrală a cărții.